# 伊斯卡爾冰川
62°38′20″S 59°59′20″W / 62.63889°S 59.98889°W

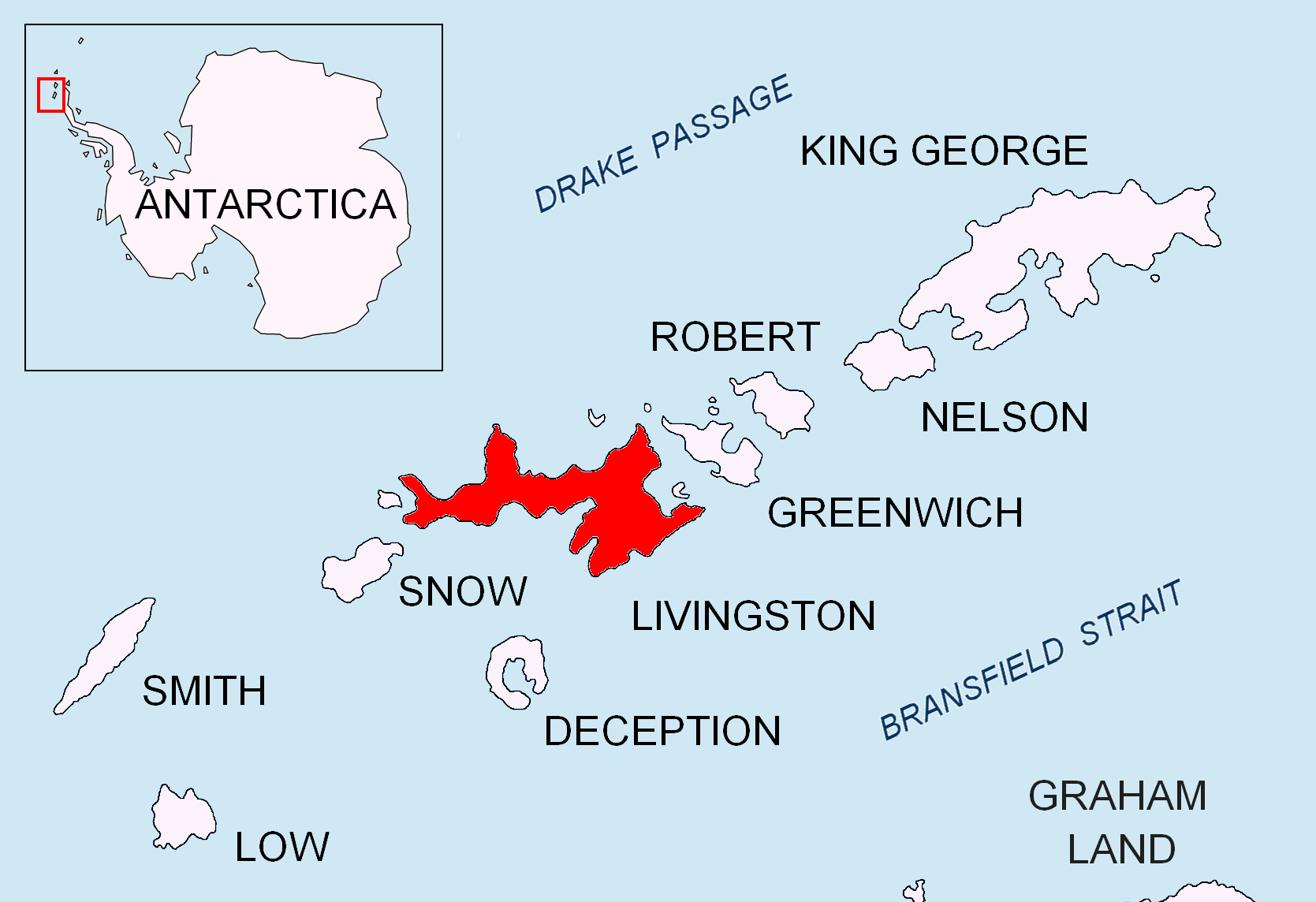

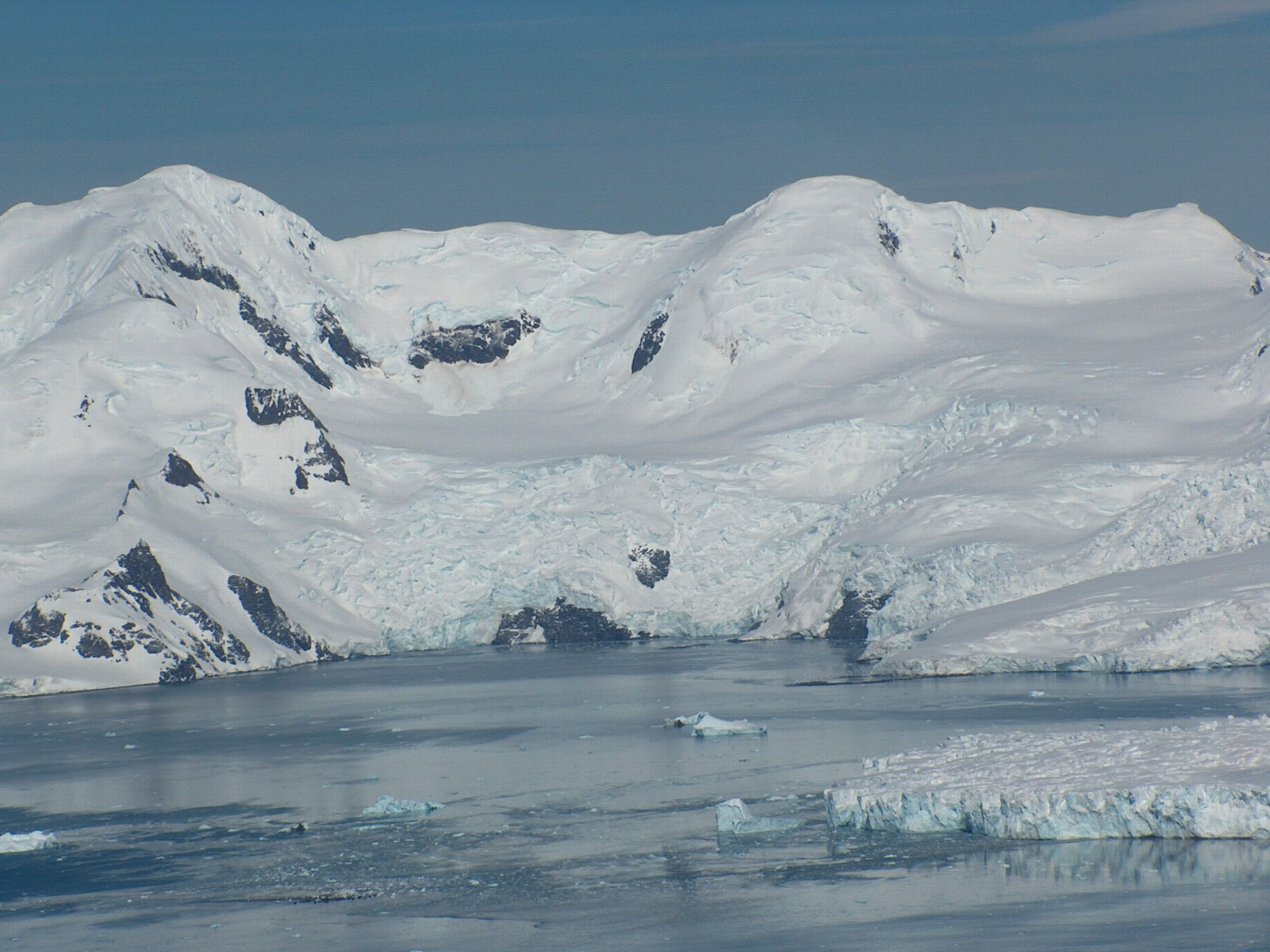

伊斯卡爾冰川是南極洲的冰川，位於南設得蘭群島的利文斯頓島，流經弗里斯蘭嶺北坡，東面是德爾切夫峰，以保加利亞西部的河流命名。

## 外部連結
- Iskar Glacier. （页面存档备份，存于） SCAR Composite Antarctic Gazetteer.